# Вильгельм Младший Юлихский
Вильгельм Младший Юлихский (фр. Guillaume le Jeune de Juliers; убит 18 августа 1304) — фламандский полководец. Погиб в битве при Монс-ан-Павеле

## Биография
Сын Вильгельма Старшего Юлихского и Марии де Дампьер, внук юлихского графа Вильгельма IV и фландрского графа Ги де Дампьера.
С детства предназначался для духовной карьеры. Архидиакон в Льеже, пробст в Маастрихте. 
В некоторых источниках говорится, что он командовал отрядом немецких наёмников 20 августа 1297 года в битве при Вёрне (Schlacht von Veurne). Однако это был не он, а его брат, тоже Вильгельм (1267-1297), который попал в плен и умер в заключении в Сент-Омере. В других источниках говорится, что это один и тот же человек - не умер в тюрьме, а был освобождён в 1301 году.
В 1302 году после Брюггской заутрени Вильгельм Юлихский прибыл в Брюгге вместе со своим дядей Ги де Намюром для помощи восставшим фламандцам. Они возглавили фландрское войско и разгромили французскую армию в битве при Куртре.
В 1303 году Вильгельм Юлихский одержал победу в битве при Арке.
Вместе с дядей, Жаном де Намюром, командовал фламандской армией в битве при Монс-ан-Певеле, и в ходе сражения погиб.
В апреле-июне 1304 года - один из трёх кандидатов на должность архиепископа Кёльна, вакантную после смерти Викбольда фон Холте. Был избран частью капитула. Направил посланников к папе Бенедикту XI для утверждения, но тот умер 7 июля.